# Arkánum
Arkánum nebo arkanum (z latinského „arcanum“ – tajemství) byl termín používaný v 18. a 19. století pro utajované výrobní procesy ať už chemické či fyzikální. Arkánista nebo arkanista byl člověk takového tajemství znalý. Při výrobě porcelánu to byl chemik, jenž znal složení kaolínové pasty a postup při vypalování díla. V té době byla výroba porcelánu státním tajemstvím.
Úkolem arkánisty byla příprava porcelánové hmoty, stanovení postupu vypalování a také barevný design, zlacení a glazura. Známými arkánisty byli Ehrenfried Walther von Tschirnhaus a Johann Friedrich Böttger, vynálezci evropského porcelánu. Známým arkánistou byl také Johann Christoph Glaser, který byl v roce 1747 pověřen výrobou porcelánu v továrně ve Fürstenbergu v Bádensku a kvůli neschopnosti byl v roce 1753 propuštěn. Porcelán se ve Fürstenbergu začal vyrábět až poté, co recept na porcelánovou hmotu vyzradil Johann Kilian Benckgraff po nehodách v porcelánce v Höchstu.  
Jako arkánisté byli mnohdy označování také skláři či zpracovatelé kovů, například slévači. 